# Hieronymus von Stauff
Hieronymus von Stauf(f) zu Ehrenfels († 8. April 1516 in Ingolstadt) war Reichsfreiherr zu Ehrenfels und herzoglich bairischer Hofmeister u. a. unter Wilhelm IV. Er wurde am 8. April 1516 wegen Hochverrats hingerichtet.

## Leben
Hieronymus von Stauf entstammte der Adelsfamilie der Stauff zu Ehrenfels, die seit vielen Jahrzehnten im Dienst der bairischen Herzöge stand. Die Brüder Hieronymus und Bernhardin von Stauff lehnten 1491 sich mit dem Löwlerbund gegen Herzog Albrecht IV. auf. Hieronymus wurde nach Ende des Konflikts erneut Viztum in Straubing und kämpfte im Landshuter Erbfolgekrieg für Herzog Albrecht. Er unterstützte den jungen Herzog Wilhelm IV. 1514, als er versuchte, sich der Mitregierung seines Bruders Ludwig zu entziehen. Im Frühjahr 1516 söhnten sich die herzoglichen Brüder aus. Sie einigten sich darauf, den einflussreichen Hieronymus von Stauff als angeblich Verantwortlichen des Zwistes zu bestrafen. Am 1. April 1516 wurde Hieronymus in Ingolstadt verhaftet und angeklagt. Sein Geständnis erfolgte unter der Folter. Das Todesurteil wurde der versammelten Landschaft vorgelegt und von ihr gebilligt. Er wurde am 8. April 1516 mit dem Schwert hingerichtet.